# Juliusz Schumann
Juliusz Schumann – c.k. urzędnik austriacki, starosta brodzki około 1871.
Członek towarzystw gospodarczych w Horodence i Brodach.